# Tōru Hirasawa
Tōru Hirasawa (平澤徹?, Hirasawa Tōru; ...) è un giocatore di football americano giapponese che gioca come defensive end per gli Obic Seagulls.